# ویلن سیپرین
ویلن سیپرین (فرانسوی: Wylan Cyprien‎؛ زادهٔ ۲۸ ژانویهٔ ۱۹۹۵) بازیکن فوتبال اهل فرانسه است.
از باشگاه‌هایی که در آن بازی کرده‌است می‌توان به لانس و نیس اشاره کرد.